# 叶志康
叶志康（1944年—），男，汉族，中华人民共和国演员、传媒工作者，曾任上海市文化广播影视管理局党委副书记、局长，上海文化广播影视集团党委书记、总裁，中华全国新闻工作者协会副主席。